# Kristian Kongstad
Johan Kristian Kongstad (oprindelig Rasmussen, født 9. april 1867 i København, død 24. juni 1929 i Holte) var en dansk tegner, træbilledskærer, bogtrykker og bogkunstner.
Efter at have været i malerlære og besøgt Teknisk skole var Kongstad i flere år elev på Kunstnernes Studieskole, hvor han navnlig arbejdede under Frans Schwartz og Kristian Zahrtmann.
1892-96 udstillede Kongstad mindre billeder, men opgav tidligt tanken om at blive maler og besluttede sig til i stedet for at kaste sig over de mangfoldiggørende kunster, navnlig træsnittet, og senere også over fremstillingen af bibliofile bøger: 1894 åbnede Kongstad i København "Atelier for Bogudstyr", i hvilket han særlig praktiserede håndmalet dekoration på bogbind og håndmalede forsatspapirer. Forretningen gik dog ikke; tiden var endnu ikke moden til at kunne værdsætte denne slags bibliofile raffinementer.
Kongstad bosatte sig 1896 en tid i München, hvor han blandt andet studerede farvetræsnittets teknik. Efter nogen tids ophold i Tyskland vendte han tilbage til Danmark og bosatte sig i Frederiksværk, hvor han selv begyndte at trykke sine træsnit.
I 1897 indrettede han i sin villa i Fredensborg et lille bogtrykkeri. Nogle år senere flyttede Kongstad sin lille virksomhed til Helsingør, men overdrog snart sit bogtrykkerimateriale til en anden og indrettede sig et nyt trykkeri i Hillerød; det blev installeret i J. Jørgensen & Co.s Bogtrykkeri (Ivar Jantzen) som en særlig afdeling under Kongstads ledelse.
Den første skrifttype Kongstad købte var en "Jenson" fra et engelsk skriftstøberi. Den var en efterligning af den fransk-italienske bogtrykker Nicolas Jensons antikva, der havde været forbillede for William Morris' "Golden Type" og Cobden-Sandersons "Doves Press Type"
Kongstad har − dels på eget forlag, dels for andre − udført en række småbøger med originale tegninger og andre dekorationer i træsnit og zinkætsning.
Samtidig med at han drev sin selvstændige virksomhed, var Kongstad kunstnerisk konsulent for Gyldendals Forlag, og med maleren Poul Sæbye som medhjælper har han udført de to pergamentafskrifter af grundloven (1915), som opbevares henholdsvis i statsrådet og rigsdagens arkiv.
Som træskærer, xylograf, arbejdede Kongstad dels bredt i Dürers, Cranachs og andre gammeltyske kunstneres stil, dels brugte han samtidige teknikker. Hans hovedværker i træsnit er "Foraaret", "Landskab, tidligt Foraar", "Tre Tidstyper" og "De 12 Maaneder".

## Galleri
- Trænit af Kongstad
- Træsnit af C.E. Jensen, 1898
- Træsnit af Viggo Stuckenberg, 1898

- Herredsvåben udført af Kongstad
- Ods Herred
- Merløse Herred
- Skippinge Herred